# Parc éolien du Douiche
Le parc éolien du Douiche est un parc éolien situé sur les communes de Sorel, Fins et Heudicourt, dans la Somme, en France. Inauguré le 12 septembre 2019, il comporte vingt éoliennes hautes de cent-cinquante mètres, a une capacité de 60 mégawatts et peut alimenter 92 000 foyers.